# Neurofunk
Neurofunk (jinak znám jako futurestep) je subžánr drum'n'bassu propagovaný producenty Ed Rushem, Opticalem & Matrixem v letech 1997 a 1998 v Londýně jako progrese k techstepu.
Vyvinul se z prvků těžší formy funku s mnoha vlivy, od techna, housu až po jazz. Charakteristické pro neurofunk jsou za sebou přes basovou linku jdoucí staby ("bodnutí"), rytmicky strukturované ostré back-beaty a často obsahuje dark ambientní pozadí.
První zmínky o tomto termínu byly v knize Energy Flash: A Journey Through Rave Music and Dance Culture od Simona Reynoldse. Tento hudební kritik zde popisuje své osobní vnímání stylistických posunů v techstepu.

## Přehled
Od počátečních stádií, kdy Optical nechal vzniknout tento styl spolu s jeho skladbou "To Shape The Future" (1997), předefinovali zvuk neurofunku do drsnější podobny s vlivy techna Konflict se skladbou "The Beckoning" (1999).
V roce 2002 Sinthetix, Cause 4 Cocnern a Silent Witness & Break přišli s minimalistickým přístupem a s důrazem na chladnější, přesnější beat inženýrství. Použili tvrdší staby, ostřejší audio míchání a pokročil zvukový design tohoto stylu. A to v období 2002 – 2005 spolu s producenty jako Gridlok, Corrupt Souls, Noisia, Phace a The Upbeats.
Mezi lety 2005 – 2008 vyšlo několik zásadních prací začínajících umělců jako Misanthrop, Axiom, Catacomb, Cern, Rregula & Dementia na labelech typu DSCI4, Syndrome Audio, Subtitles, SLR, Full Force a Neosignal.
Mezi lety 2007 a 2008 vznikla řada rozmanitých debutových alb neurofunkových producentů:
- Gridlok – Break The System (Project 51/2007)
- Phace – Psycho (Subtitles Music/2007)
- Mindscape – Black Lotus (Citrus Recordings/2007)
- Telemetrik – My Lightyear (BSE Recordings/2008)
- The Upbeats – Nobody's Out There (Bad Taste Recordings/2007)
- VA – The Black Box (Syndrome Audio Recordings/2008)

Silent Witness & Break začali produkovat průlomové skladby. Na label No U-Turn uvolnili např. svoje singly jako "Contact" nebo "Higher Rates". Silent Witness nakonec založil spolu s DJem Squirem svůj label DNAudio. Do poloviny roku 2008 vydali Silent Witness, Break & Survival svoje první album "Hard Times".

## Původ
Kromě původu z techstepu, můžeme vlivy vysledovat až zpět do pozdních 60. až 70. let – období trumpetisty Milese Davise: jeho míchání jazzových, rockových a funkových žánrů. Bubeníci v tomto období – Tony Williams, Billy Cobham, Jack DeJohnette a Al Foster – využili polyrytmiky. Přehrávací techniky v interakci s dynamickým systémem trumpet, těžkých rockových riffů, improvizovanými jazzovými sóly a hlubokými funkový basovými linkami připravily cestu pro nové elektronické taneční počiny v 80. a 90. letech. Některá Davisova alba z tohoto období – In a Silent Way (1969), On The Corner (1972) a Get Up With It (1975) – byly předchůdci současné experimentální funkové hudby a měly vliv i na předčasné neurofunkové skladby:
- Ram Jam World – Bluesy Baby (Ed Rush & Optical Remix) (Higher Education Records/1998)
- Ed Rush & Optical – Syringe (Virus Recordings/2000)
- Outfit (Dom & Roland, Fierce a Optical) – Serum (Matrix Remix) (Metro Recordings/1999)

Pro neurofunk je charakteristický střední rozsah, syntezátorové zvuky propletené filtrem a funkem ovlivněná basová linka. Davisovo zkreslení basů a žesťových nástrojů dalo základ nejen neurofunku, ale také jazz fusionu.
Další vliv na neurofunk (především na Ed Rushův & Opticalův techno-funk zvuk) měl George Clinton v 70. letech. Pak i Bernie Worrell, Bootsy Collins a Eddie Hazel, kteří spolu s Clintonem založili P-Funkovou mytologii. V jejich produkci se objevovala psychedelie a progresivita.
Collinsovo extravagantní hraní na bicí nástroje mělo velký vliv na vznik hip-hopu, techna a počátky neurofunku.

## Interpreti
- Akov
- Apex
- Audio
- Axiom
- Black Sun Empire
- Break
- BTK
- Calyx
- Catacomb
- Cockroach
- Corrupt Souls
- DaVIP
- Dose
- Ed Rush
- Emperor
- Engage
- Kaiza
- Ford
- Fourward (dříve Segment a Concept Vision)
- Gancher a Ruin
- Gridlok
- Gydra
- Hazard
- HighThere
- Chook
- L33
- Mindscape
- Misanthrop
- Mizo
- Mefjus
- Infiltrata
- Insideinfo
- Noisia
- Neonlight
- Optical
- Optiv
- Paperclip
- Phace
- Prolix
- Psidream
- Pythius
- Rregula
- Receptor
- Silent Witness
- Sinister Souls
- Spor
- Teddy Killerz
- Teebee
- The Prototypes
- The Upbeats
- Toronto Is Broken
- Two Fingers
- Xeomi
- Xilent
- Xylym
- Zardonic
- Jade

## Čeští interpreti
- Qo
- Rido
- Philly Blunts
- No Money
- Computerartist
- Confusion
- Psyek
- Equid
- Psychical Research
- Camel
- A-Cray
- Pixie
- Prdk
- Optimal
- Symplex
- Apokain
- Philip T.B.C
- Pan Cífka
- Li-Bass
- X.Morph
- Zigi SC
- Balron
- Phenom a Discharge
- Karpa
- Dr.ax
- RichArt

## Labely
- Ammunition
- Blackout
- Citrus Recordings
- Close2Death
- Disturbed
- Eatbrain
- Low Frequency Recordings
- Moving Shadow
- Neosignal
- NeurofunkGrid
- Project 51
- Shogun Audio
- Subtitles
- Syndrome Audio
- Virus
- VISION Recordings
- Lifted
- Quarantine
- Nocid Business Recordings
- Dangerous New Age Recordings